# Kampung Jawa (Tanjung Harapan)
Kampung Jawa is een bestuurslaag in het regentschap Solok van de provincie West-Sumatra, Indonesië. Kampung Jawa telt 5948 inwoners (volkstelling 2010).